# Wollstonecraft-Dilemma

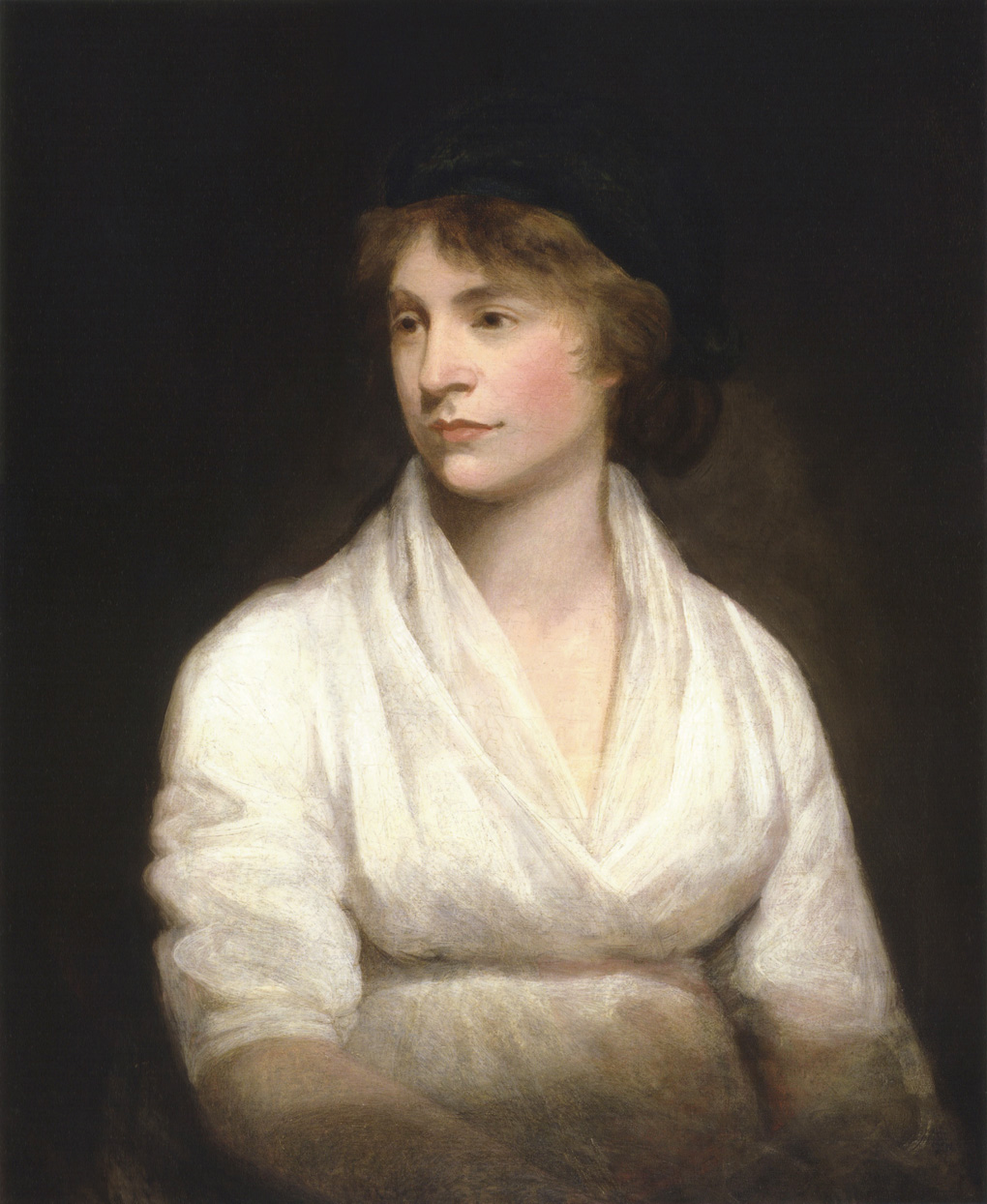
Mary Wollstonecraft, Gemälde von John Opie, 1797

Das Wollstonecraft-Dilemma beschreibt den Zielkonflikt zwischen der Forderung nach rechtlicher Gleichstellung von Frauen und der Forderung nach gleichberechtigter Wertschätzung der Talente, Bedürfnisse und Betreuungsfähigkeiten von Frauen. Die patriarchalen Strukturen des Wohlfahrtsstaats setzen voraus, dass notwendige Sorgearbeit unentgeltlich in den Familien, in der Regel von Frauen, geleistet wird. Gleichzeitig können aber nur diejenigen die „volle“ Staatsbürgerschaft erreichen, die bezahlter Arbeit nachgehen. Die britische Politikwissenschaftlerin Carole Pateman beschrieb das Dilemma 1988 in ihrer Analyse der patriarchalen Strukturen des Wohlfahrtsstaats. Sie benannte das Dilemma nach Mary Wollstonecraft, die in ihrer Schrift Verteidigung der Rechte der Frau von 1792 sowohl Gleichberechtigung als auch die Anerkennung der Besonderheiten der Frau forderte.

## Vorgeschichte

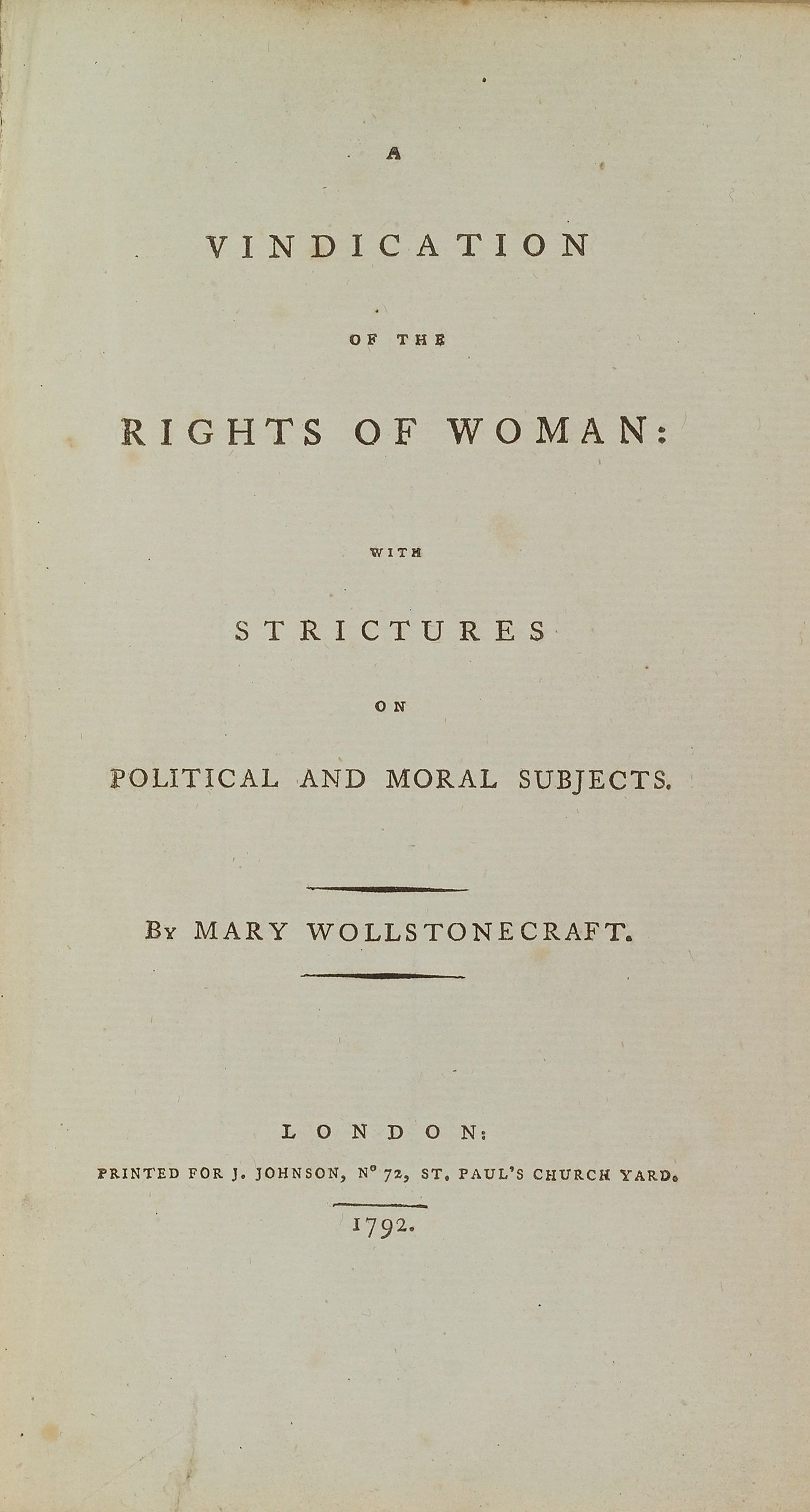
Titelseite der Erstausgabe von A Vindication of the Rights of Woman (1792)

Obwohl in der westlichen Welt seit dem 18. Jahrhundert gegen die Benachteiligung von Frauen gekämpft wird, gibt es keinen Konsens im Hinblick auf das Ziel „Geschlechtergerechtigkeit“. Die feministische Debatte dazu schlug sich schon in den ersten Schriften, die am Anfang der Bewegung veröffentlicht wurden, nieder. Olympe de Gouges’ Erklärung der Rechte der Frau und Bürgerin (1791) forderte die Rechtsgleichheit der Frauen ein, während Mary Wollstonecrafts Verteidigung der Rechte der Frau (1792) betonte, dass Geschlechtergerechtigkeit die Berücksichtigung der Geschlechterdifferenz erforderte. Die Argumentationen stehen für zwei gegensätzliche Positionen im Feminismus: Gleichheitsfeminismus und Differenzfeminismus. Während beide Strömungen im Feminismus immer vorhanden waren, standen der Gleichheitsfeminismus und der Kampf um gleiche Rechte und die Einbeziehung von Frauen in die öffentliche Sphäre lange im Vordergrund. Gerade die Erfolge in dieser Beziehung führten dazu, dass die strukturellen Ungleichgewichte zwischen den Geschlechtern offensichtlich wurden. In den 1980er Jahren wurden diese vermehrt diskutiert und differenzfeministische Ansätze vermehrt propagiert. Diese Ansätze betonen den Wert aller Attribute, Verhaltensweisen und Werte, die traditionell als typisch weibliche Eigenschaften unterschätzt wurden.

## Beschreibung

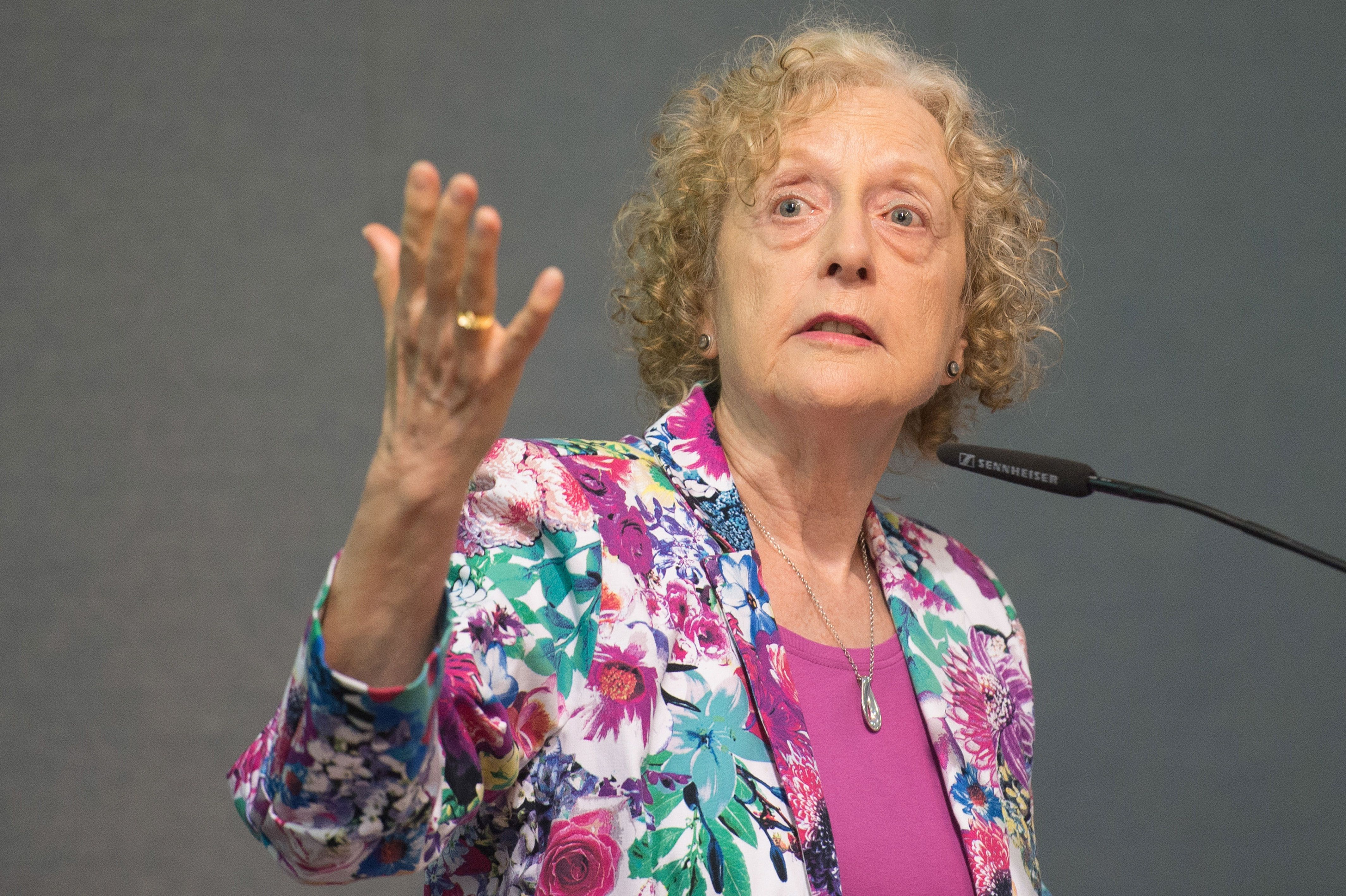
Carole Pateman 2015 bei einem Vortrag

1988 analysierte Carole Pateman die patriarchalen Strukturen des Wohlfahrtsstaats und die Gründe dafür, warum Frauen noch in keinem Wohlfahrtsstaat die „volle“ Staatsbürgerschaft erreicht hätten. Ihr Ausgangspunkt war das Dilemma, das Hegel in den Grundlinien der Philosophie des Rechts (1821) beschrieben hatte, wie von J. Donald Moon interpretiert. Hegel hatte festgehalten, dass die Organisation des ökonomischen Lebens durch den Markt notwendigerweise große Armut neben großem Wohlstand erzeuge. Daraus ergibt sich nach Hegel das Dilemma, dass die Armen zwar (wie die Wohlhabenden) Bedürfnisse wie Bildung, Gerechtigkeit, Gesundheitsversorgung usw. hätten, doch die Armut deren Befriedigung verhindere. Die Rechtfertigung für die Organisation des Wirtschaftslebens durch den Markt beruhe aber auf der Vorstellung von Individuen, die in der Lage sind, Optionen abzuwägen und Entscheidungen zu treffen, und zudem Anspruch auf bestimmte Rechte und respektvolle Behandlung hätten. Armut stelle daher so einen unverdienten Ausschluss aus der Gesellschaft dar. Wenn es dafür keinen Ausgleich gäbe, hätten in Armut lebende Individuen daher nicht die volle Staatsbürgerschaft. Die moralische Basis des Wohlfahrtsstaats beruhe aber darauf, die sozialen Rechte aller zu gewährleisten.
Pateman ergänzte, dass es eine weitere Personengruppe gäbe, die in der Logik von Hegel und weiterer westlicher Denker seiner Zeit nicht Teil der bürgerlichen Gesellschaft waren. Dies waren die Frauen, da sie von ihrer Natur her nicht die Eigenschaften und Fähigkeiten hätten, um in der Öffentlichkeit zu agieren und ihre Arbeitskraft verkaufen zu können. Deswegen waren sie von der Staatsbürgerschaft ausgeschlossen. Hegels Lösung war, die Frauen nicht als Staatsbürgerinnen, sondern als Familienmitglieder in den Staat zu integrieren. Die Familie bzw. das Private wurde als eine von der Öffentlichkeit getrennte Sphäre gesehen, die der Führung und Herrschaft des männlichen Familienoberhaupts unterworfen sei.
Ab dem 20. Jahrhundert hatten Frauen die rechtliche Staatsbürgerschaft trotzdem erlangt. Dennoch wurde, so Pateman, die „patriarchale“ Trennung in private Familie und öffentliche Gesellschaft aufrechterhalten. Die öffentliche Gesellschaft ist eine Verbindung von freien und gleichen Individuen, eine Sphäre von Eigentum, Rechten und Verträgen. Dagegen ist die Familie eine Verbindung von Individuen, die auf Liebe und Zuneigung, Verwandtschaft, „natürlicher“ Unterwerfung und Besonderheit beruhe. Die Trennung von privater und öffentlicher Sphäre sei nicht geschlechtsneutral, sondern wirke sich geschlechtsspezifisch aus. Die geschlechtliche Arbeitsteilung führe dazu, dass Frauen im Wohlfahrtsstaat das zentrale Kriterium für Staatsbürgerschaft – rechtliche und ökonomische Unabhängigkeit – nicht erreichen und damit keine volle Staatsbürgerschaft haben.
Der Wohlfahrtsstaat wurde auf der Annahme aufgebaut, dass bestimmte Aspekte der Wohlfahrt (bzw. Sorgearbeit) in der Familie abgedeckt werden. Diese Sorgearbeit wird von Frauen geleistet, aber ohne Entgelt. Daraus hat sich laut Pateman ein Dilemma für die Frauen im Hinblick auf Staatsbürgerschaft ergeben. Einerseits forderten sie, dass ihnen das Ideal der Staatsbürgerschaft zu gleichen Bedingungen wie Männern zugesprochen wird. In einer universalistischen, geschlechtsneutralen sozialen Welt ist das mit bezahlter Arbeit verknüpft. Andererseits bestanden sie oft auch darauf, dass sie als „Frauen“ bestimmte Eigenschaften, Fähigkeiten, Bedürfnisse und Anliegen hätten, so dass die Ausprägung ihrer Staatsbürgerschaft sich von der der Männer unterscheide. Oftmals hätten sie diese sich widersprechenden Forderungen gleichzeitig vertreten, wie zum Beispiel Wollstonecraft in Verteidigung der Rechte der Frau. Pateman führte aus:

“The patriarchal understanding of citizenship means that the two demands are incompatible because it allows two alternatives only: either women become (like) men, and so full citizens; or they continue at women’ s work, which is of no value for citizenship. Moreover, within a patriarchal welfare state neither demand can be met. To demand that citizenship, as it now exists, should be fully extended to women accepts the patriarchal meaning of ‘citizen’, which is constructed from men’ s attributes, capacities and activities. Women cannot be full citizens in the present meaning of the term; at best, citizenship can be extended to women only as lesser men. At the same time, within the patriarchal welfare state, to demand proper social recognition and support for women’ s responsibilities is to condemn women to less than full citizenship and to continued incorporation into public life as ‘women’, that is, as members of another sphere who cannot, therefore, earn the respect of fellow (male) citizens.”

„Das patriarchalische Verständnis von Staatsbürgerschaft bedeutet, dass die beiden Forderungen unvereinbar sind, weil es nur zwei Alternativen zulässt: Entweder werden Frauen (wie) Männer und damit vollwertige Bürgerinnen, oder sie bleiben bei der Frauenarbeit, die für die Staatsbürgerschaft wertlos ist. In einem patriarchalischen Wohlfahrtsstaat können beide Forderungen nicht erfüllt werden. Die Forderung, dass die Staatsbürgerschaft, so wie sie jetzt besteht, vollständig auf Frauen ausgedehnt werden sollte, akzeptiert die patriarchalische Bedeutung des Begriffs ‚Bürger‘, der aus den Eigenschaften, Fähigkeiten und Tätigkeiten von Männern konstruiert ist. Frauen können keine vollwertigen Bürgerinnen in der derzeitigen Bedeutung des Begriffs sein; bestenfalls kann die Staatsbürgerschaft auf Frauen als untergeordnete Männer ausgedehnt werden. Im patriarchalischen Wohlfahrtsstaat bedeutet die Forderung nach angemessener sozialer Anerkennung und Unterstützung der Pflichten von Frauen gleichzeitig, dass sie zu einer nicht vollwertigen Staatsbürgerschaft und zu einer fortgesetzten Eingliederung in das öffentliche Leben als ‚Frauen‘ verurteilt werden, d. h. als Angehörige einer anderen Sphäre, die daher nicht den Respekt der (männlichen) Mitbürger verdienen können.“

Diesem Dilemma gab Pateman den Namen „Wollstonecraft-Dilemma“. Aus ihrer Sicht verschärft sich das Dilemma mit der zunehmenden Kommodifizierung weiter Teile des menschlichen Lebens und der Ausbreitung von Marktlogiken. In einer späteren Veröffentlichung spitzte Pateman 1992 das Dilemma zu einer Wahl zwischen Gleichheit und Mutterschaft zu.

## Wirkungsgeschichte
Schon in einer frühen Rezension wurde vorhergesagt, dass Patemans Aufsatz sich zu einem Klassiker entwickeln würde. Inzwischen gilt er als bahnbrechende Arbeit über den patriarchalen Wohlfahrtsstaat. Das Wollstonecraft-Dilemma, wie von Pateman formuliert, wurde ein Ausgangspunkt für die Theorie der geschlechtsspezifischen Staatsbürgerschaft. In der Forschung wurde das Konzept weiter ausgearbeitet, angefochten und neu formuliert. Die meisten feministischen Wissenschaftlerinnen sind sich einig, dass Wollstonecrafts Dilemma unlösbar ist. Ruth Lister schrieb, dass Patemans Konzeption des Dilemmas zwar theoretisch erhellend sei, jedoch auf den ersten Blick politisch lähme. Mitchell Dean bezeichnete es als Patemans eigenes Dilemma, dass sie zwar gerne für eine Politik plädieren wollte, die die sexuelle Differenz betont und die Strategien des liberalen Feminismus ablehnt. Doch ihre eigene Theorie liefere keinen Grund für die Überlegenheit der einen oder der anderen Seite.
In Reaktion darauf verzichteten etliche feministische Wissenschaftlerinnen auf „normative Theoretisierungen“ und beschränkten sich (so die US-amerikanische Politikwissenschaftlerin Nancy Fraser) auf Kulturpositivismus, stückweise Reformen oder postmodernen Antinomismus. Fraser lehnte diesen Rückzug von der Theorie ab. Sie schlug vor, Geschlechtergerechtigkeit nicht mit einem einzigen Wert oder einer einzigen Norm zu identifizieren, sei es nun Gleichheit, Unterschiedlichkeit oder etwas anderes. Stattdessen sollte sie als komplexer Begriff behandeln werden, der eine Vielzahl unterschiedlicher normativer Grundsätze umfasst.
Erik Christiensen warnte, dass Gleichheit/Differenz ein falscher Gegensatz sei. Die Antithese zur Gleichheit sei Ungleichheit und nicht die Differenz, und die Antithese zur Differenz Einheitlichkeit oder Identität, nicht Gleichheit. Die Darstellung von Gleichheit/Differenz als dichotome Wahlmöglichkeit mache es Feministinnen unmöglich, eine Wahl zu treffen. Emanuela Lombardo propagierte einen ganzheitlichen Ansatz, der die sozial konstruierten Unterschiede zwischen Frauen und Männern und die patriarchalen Strukturen nicht als gegeben hinnimmt. Maßnahmen sollten nicht „für Frauen“ ausgelegt werden, sondern auf die bestehenden verfestigten Räume männlicher Macht auf allen Ebenen. Zum Beispiel sollte die Aufteilung von Arbeit und Haushaltspflichten zwischen den Geschlechtern aktiv gefördert werden. So wird versucht, mit dekonstruktivistischen Geschlechterkonzepten das Wollstonecraft-Dilemma aufzulösen. Das bedeutet, als Grundlage politischer Forderungen sollten eben nicht Frauen als einheitliche Gruppe konstruiert werden. Die Unterschiede zwischen den Frauen sollten wahrgenommen sowie der Geschlechterdualismus durchbrochen werden, indem das biologische Geschlecht (sex) als diskursiv hergestelltes begriffen würde.